# Secrétaire général de l'OTAN
Le secrétaire général de l'OTAN (en anglais : Secretary General of NATO) est le chef officiel de l'Organisation du traité de l'Atlantique nord (OTAN). Il est responsable de la coordination des travaux de l'Alliance, préside le Conseil de l'Atlantique nord, dirige le personnel de l'Alliance et représente l'Alliance à l'extérieur.
L'actuel secrétaire général est le néerlandais Mark Rutte, nommé par les États membres le 26 juin 2024.

## Désignation
Il n'existe pas de procédure formelle pour la désignation du secrétaire général. Les membres de l'OTAN traditionnellement arrivent à un consensus sur celui qui sera nommé. Le choix se dessine donc par des canaux diplomatiques informels mais peuvent aboutir à un contentieux. Par exemple en 2009, une controverse est née sur le possible choix du danois Anders Fogh Rasmussen, à cause de l'opposition de la Turquie. 
Comme le chef militaire de l'OTAN, à la tête du Commandement suprême allié en Europe, qui est traditionnellement un Américain, le secrétaire général est traditionnellement un Européen. Depuis la création du poste, il a toujours été occupé par un Européen, souvent un ancien ministre des Affaires étrangères.

## Responsabilités
Le secrétaire général siège à plusieurs organes de décisions de l'OTAN. En plus du Conseil de l'Atlantique nord, il préside le Comité des plans de défense et le Comité des plans nucléaires, deux importantes structures militaires au sein de l'OTAN. Le secrétaire général dirige aussi le Conseil de partenariat euro-atlantique, le groupe de coopération méditerranéen, et sert comme président de liaison au Conseil permanent de liaison et à la Commission OTAN-Ukraine. 
Le secrétaire général n’a pas de rôle de commandement militaire; les décisions politiques, militaires et stratégiques incombent en fin de compte aux États membres. Avec le président du comité militaire de l'OTAN et le commandant suprême des forces alliées, le titulaire du poste est l’un des principaux responsables de l’OTAN.
Son second rôle est de diriger le personnel de l'OTAN. Il donne ainsi des instructions au personnel international de l'organisation et au Bureau du secrétariat général. Il a pour l'assister un bureau personnel et un secrétaire général adjoint.

## Source
- (en) Cet article est partiellement ou en totalité issu de l’article de Wikipédia en anglais intitulé « Secretary General of NATO » (voir la liste des auteurs).